# Chronologie des faits économiques et sociaux dans les années 1880
Chronologie de l'économie
Années 1870 - Années 1880 - Années 1890

## Événements
- Climat : retour offensif du froid pendant la décennie 1880, peut-être consécutif à l’explosion du volcan Krakatoa en août 1883 en Indonésie[1].

### Afrique
- 1878-1903 : révolution agricole en Algérie. Création du vignoble qui passe de passe de 17 614 ha en 1878 à 174 490 ha en 1903[2]. La production de vin passe de 23 000 hectolitres en 1880 à 103 000 hectolitres en 1888 alors que le phylloxéra dévaste le vignoble français[3].

- 20 octobre 1880 : a Nieuwe Afrikaansche Handels-Vennootschap, maison de commerce hollandaise est fondée à Rotterdam[4]. En 1884, elle possède 34 factoreries à l’embouchure du fleuve Congo.
- 1881-1891 : le réseau des chemins de fer algériens passe de 1 373 à 2 861 km[5].
- 1882-1936 : poursuite de la modernisation de l’économie de l’Égypte pendant l’occupation britannique ; de grands travaux d’irrigation sont entrepris (barrages d’Assiout et d’Assouan) ; la production de coton est doublée ; les finances sont assainies et la dette publique en partie amortie. Certaines mesures fiscales sont prises en faveur des fellahs. Le budget est équilibré pour la première fois après 1887 depuis la banqueroute de l’État. Bien que recouvrant des finances saines, l’Égypte, jugée encore peu solvable, demeure sous contrôle international et les troupes britanniques continuent d’occuper le pays[6].
- 1883 : le Royaume-Uni nomme quatre consuls itinérants en Afrique de l’Est, chargés de surveiller les négriers[7].
- 1883-1899 : épizootie et épidémies en pays masaï.

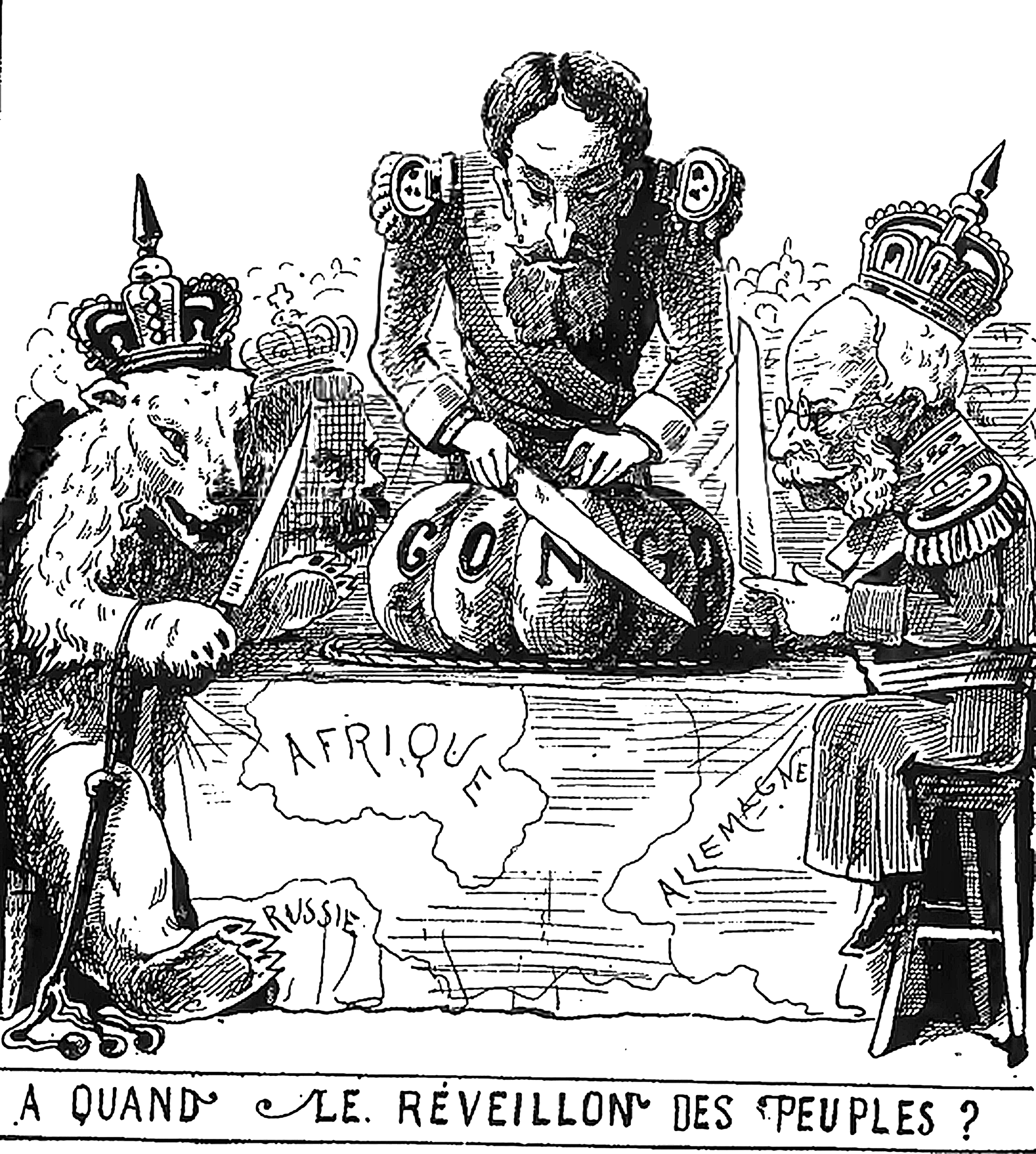
Caricature représentant le roi des Belges Léopold II au milieu, l'empereur allemand Guillaume Ier à droite, et un ours couronné (représentant l'Empire russe à gauche), découpant une citrouille (représentant le Congo) à la Conférence de Berlin de 1884.

- 1884-1885 : conférence de Berlin. Début de la colonisation de l’Afrique[8]. La crise industrielle et commerciale en Europe (1873-1896) entraîne des politiques protectionnistes dans la plupart des pays industrialisés. L’acquisition de colonies en Afrique est d’abord conçue et perçue par les pays européens comme la possibilité d’ouverture à des marchés intérieurs. La recherche de matières premières, surtout minérales, motive aussi la colonisation.
- 1884 :
  - découverte des mines d'or du Transvaal en Afrique du Sud (Witwatersrand)[9].
  - l’armée coloniale du Mozambique compte 1 400 hommes. Les hommes de troupe (cipaios) viennent de toute origine (prisonniers et déserteurs portugais, Goanais, Angolais et Mozambicains). Les cadres, de moins en moins portugais, sont le plus souvent des commerçants (swahili, goanais, métis…) ou des chefs bantou. Des renforts (7 000 hommes) seront envoyés du Portugal à la fin du siècle (douze expéditions de 1894 à 1901).
- 1886-1900 : boom des exportations de caoutchouc en Angola, qui prennent le pas sur celles d’ivoire et de cire[10]. Vers 1885, le caoutchouc représente les trois quarts des exportations angolaises.
- 1887 : retour aux sources des élites et des intellectuels africains en Sierra Leone et à Lagos : les vêtements traditionnels sont réhabilités ; certains convertis au christianisme retournent au cultes traditionnels ; les noms européanisés reprennent une tournure locale et la langue maternelle revient à l’honneur.
- 1887-1888 : conflit entre dix firmes britanniques et allemandes dans la région de la Tana.
- 1888 :
  - Lobengula, roi du Matabélé (Zimbabwe), accorde des concessions minières aux Britanniques[11].
  - l’abolition de l’esclavage au Brésil entraîne la disparition de la traite en Angola, dans l’État indépendant du Congo et au Congo français[12].
  - selon l'explorateur Louis-Gustave Binger, la ville Mandé-Dioula de Kong compte 15 000 habitants prospères qui vivent du commerce entre les cités de la boucle du Niger et les ports du golfe de Guinée[13].
- 1888-1894 : grande épizootie de bœufs dans le Sahel[14].
- 1888-1889 : famine en Éthiopie[15].
- 1888-1892 : épizootie, épidémies de choléra et de variole, famine en Afrique de l’Est.
- 1889 : introduction de l’eucalyptus à Addis-Abeba par le Français Mondon-Vidailhet. Il se répand en Éthiopie[16].

- À partir de 1880, de multiples calamités ruinent l’économie de l’Ankole : peste bovine, invasion de criquets, épidémies de variole et de tétanos.

### Amérique
- 1er janvier 1880 : début de la construction du canal de Panama dirigée par l'ingénieur français Ferdinand de Lesseps, perceur du canal de Suez. Cette première phase se termine en 1889 par la ruine de centaine de milliers de petits épargnants français[17].
- 1880 : 1 118 000 enfants de moins de seize ans travaillent (un sur six) aux États-Unis[18].
- 1880-1886 : abolition progressive de l'esclavage à Cuba[19].
- 1881 :
  - Brésil : São Paulo produit 1 200 000 sacs de café et Rio de Janeiro 4 400 000[20].
  - le syndicat américain Knights of Labour réussit à s’implanter au Québec mais, cinq ans après, il disparaît à la suite des attaques virulentes de Mgr Taschereau qui interdit aux catholiques de rejoindre l'organisation[21].

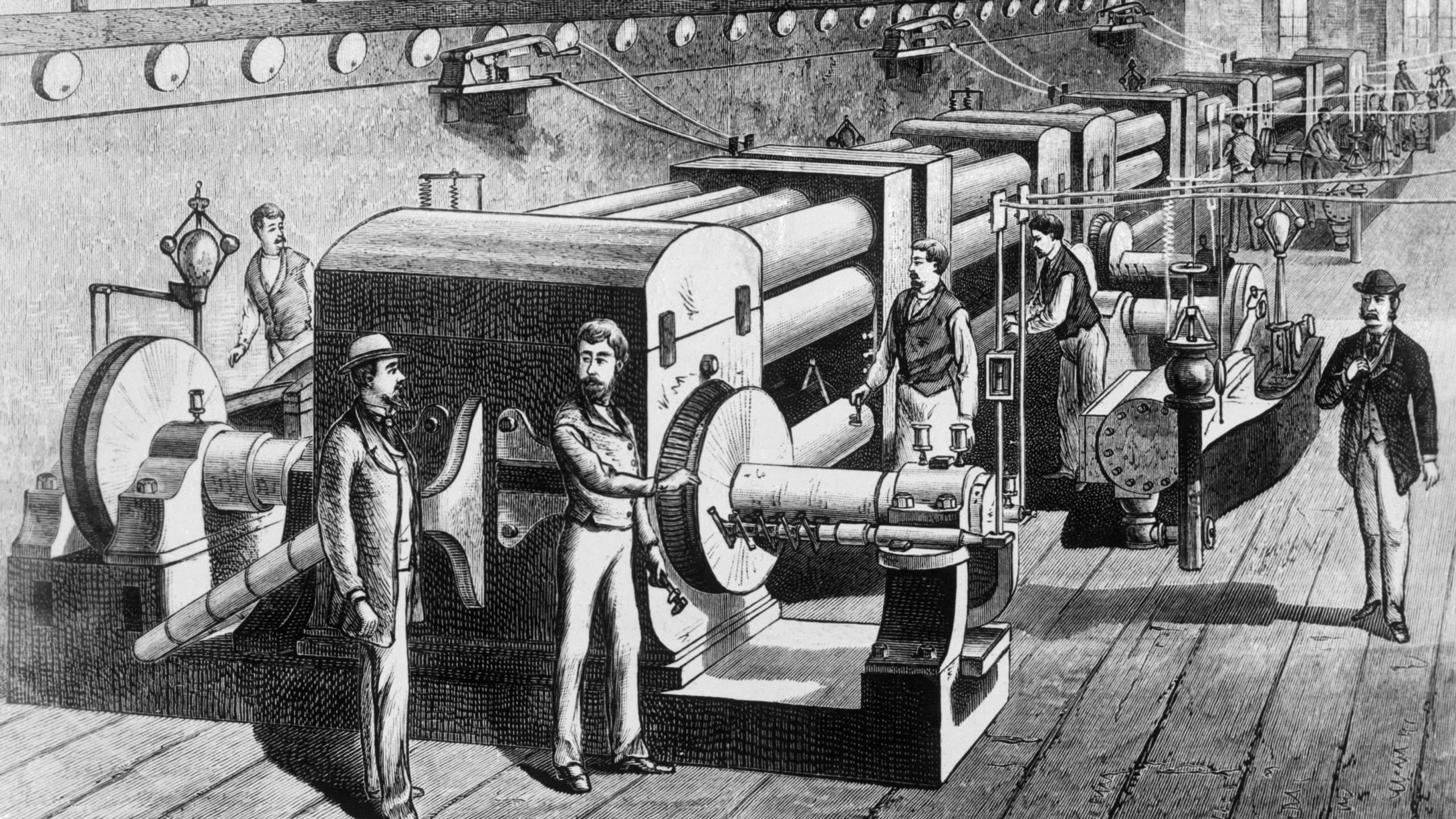
Première centrale électrique Edison à courant continu de Pearl Street, New York, vers 1885.

- 4 septembre 1882 : mise en service par Thomas Edison de la première centrale électrique des États-Unis, la Pearl Street Station[22].
- 1882-1901 : le Mexique devient le second producteur mondial de cuivre[23].
- 1886 :
  - importance du mouvement d’immigration vers l’état de São Paulo au Brésil. Création de la Companhia Docas de Santos chargée de l’aménagement du port de São Paulo[24].
  - les États-Unis surclassent la Grande-Bretagne dans la production d’acier[25].
- 1887 : création de la American Sugar Refining Company (en) (Sugar trust) présidée par Henry Osborne Havemeyer. Le sucre brut de Cuba, Porto Rico et Saint-Domingue est exporté principalement vers les raffineries installées dans les années 1880 dans l'Est des États-Unis[26].
- 13 mai 1888 : abolition de l’esclavage au Brésil. 700 000 esclaves sont libérés sans indemnisation des propriétaires[27]. De nombreux esclaves deviennent ouvriers agricoles, ce qui pose des problèmes de trésorerie aux fazendeiros. La main d’œuvre est réduite et des terres sont données en métayage. Beaucoup de Noirs souffrent de la faim. La production de café chute. L’ancienne région caféière de la vallée du Paraiba devient une région d’élevage. Une nouvelle région caféière, fondée sur la main-d’œuvre libre, en grande partie d’origine européenne, se développe autour de São Paulo.
- 1889 :
  - 636 usines au Brésil (une cinquantaine en 1850)[24].
  - Mexique : Porfirio Díaz autorise la vente des ejidos, pâturages appartenant aux communautés indiennes[28].

- Grèves des travailleurs noirs dans les plantations de canne à sucre du Sud des États-Unis, qui réclament des augmentations de salaire et menacent de quitter le pays. Début de l’émigration des Noirs du Sud vers les villes du Nord des États-Unis[18].
- Fréquence des lynchages de Noirs dans le Sud des États-Unis dans les années 1880-1890[29].
- Les États-Unis comptent 160 000 km de voies ferrées, produisent un million de tonnes d’acier, et 30 000 tonnes de cuivre. La valeur des biens manufacturés dépasse celle du produit des fermiers. De 1880 à 1890, le capital investi dans l’achat de machines augmente en moyenne de 200 % dans chaque établissement industriel. De 1880 à 1888, 415 compagnies de chemin de fer sont éliminées au profit de grands réseaux nationaux comme le Pennsylvania Railroad ou le Baltimore and Ohio. Dans le Sud, les filatures de coton se développent (Cotton Mills) en Alabama, aux Carolines, en Géorgie (de 161 à 400 de 1880 à 1900), ainsi que les manufactures de cigarettes et la métallurgie[30].
- 25 % des terres sont louées à des fermiers aux États-Unis[18].

### Asie et Pacifique
- 1880 : l’État japonais rétrocède au secteur privé et à bas prix de nombreuses entreprises publiques. Elles sont rachetées par de riches dynasties marchandes (Mitsui, Sumitomo, Okura), qui diversifient leurs activités pour former de grands groupes (zaibatsu)[31].
- Vers 1880 : le théoricien politique Yamagata Aritomo justifie l’expansion coloniale du Japon par sa théorie des cercles, chaque sphère à l’intérieur des différents cercles qui entourent le Japon devant être successivement consolidée puis protégée de l’extérieur[32].
- 1880-1884 : le Premier ministre chinois Li Hongzhang lance un programme de construction d’une flotte de guerre moderne. En 1880, il établit une école navale à Tianjin, en 1882, il fait construire un port et un chantier naval à Port-Arthur, en 1884, envoie des étudiants en Europe pour apprendre la construction navale et la navigation[33]. En 1888, la flotte de Beiyang aligne plus de vingt navires de guerre[34].

- 1881 : création de l'Administration de la dette publique ottomane, organisme dirigé par des fonctionnaires européens, chargé de collecter les paiements que  l’Empire ottoman doit à ses créanciers européens après la banqueroute de 1875[35]. L’influence économique et culturelle de la France est grandissante : les Français créent de nombreuses entreprises (chemin de fer, routes, ports et travaux publics). La France est la première créancière de la « Porte » et dirige, avec la Grande-Bretagne, l’administration de la dette ottomane. Un important réseau bancaire français couvre l’ensemble de l’Empire. Avant 1914, la France subventionne et soutient un important réseau d’écoles et d’établissements charitables et médicaux. Elle scolarise, en français, ente 65 000 et 90 000 enfants ottomans, principalement des non-musulmans et des enfants de notables et fonctionnaires locaux. La scolarisation se fait en français[36]. La Grande-Bretagne fournit 45 % des importations ottomanes. En 1887, la Deutsche Bank participe à la gestion de la dette de l'empire ottoman. Un groupe d’industriel allemands obtient la concession d’une ligne de chemin de fer en Anatolie.

- 1882 : une première cargaison de mouton congelé de Nouvelle-Zélande arrive à Londres. Début du commerce de la viande congelée en Australie et Nouvelle-Zélande[37].

- 1882-1883 : début des activités d’implantation de colonies juives en Palestine (Eretz Israël) par le baron Edmond de Rothschild[38].
- 1883 : création de la Royal Dutch pour exploiter une concession pétrolière à Sumatra dans la zone de Langkat à Telega Saïd. Alors une petite société, elle constituera en 1890 avec la Shell Transport and Trading Company le groupe de la Royal Dutch Shell, qui ne dispose jusqu’en 1910 que des pétroles indonésiens[39].
- 1885 : grave crise agricole en Indonésie. Des maladies portent atteinte aux plantations de thé et de café ; la crise économique et la concurrence étrangère causent une importante baisse des prix et provoquent la faillite de nombreuses entreprises privées fortement endettées[39].
- 1886 : découverte d’importants gisements d’or dans le Kimberley en Australie-Occidentale[40].

- Près de trente millions de livres sont investies en Inde après 1880 pour lutter contre les inondations dans les vallées du Gange et de l’Indus et développer l’irrigation des régions désertiques du Deccan, pour lutter contre les épidémies de choléra et les famines[41].

### Europe
- Grande dépression européenne. Crise agraire en Italie liée à la baisse des prix des denrées agricoles après 1880. Elle touche essentiellement le blé et le maïs, mais aussi le riz et les mûriers à soie[42]. Au Royaume-Uni, la crise économique provoque de grands mouvements d’émigration vers les États-Unis : entre 1880 et 1890, plus d’un million d’agriculteurs anglais émigrent.

- 1880 : 25 060 km de chemin de fer en Grande-Bretagne, 23 089 km en France, 33 838 km en Allemagne[43], 7 086 km en Espagne[44].
- 1880-1881 : courte crise industrielle en Russie[45].

- 1881 :

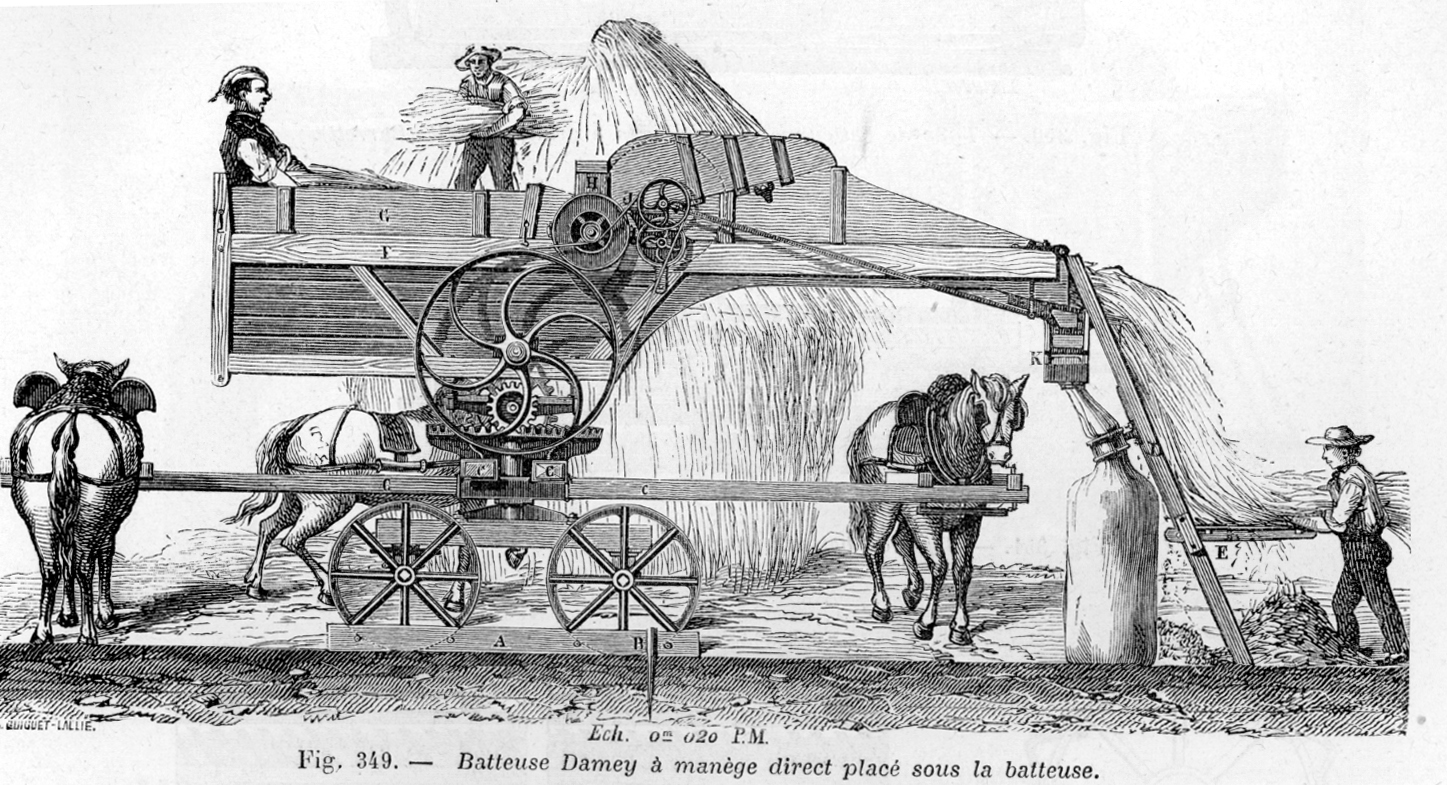
Essor du machinisme par la révolution agricole : une batteuse en 1881.

  - Royaume-Uni : de 1841 à 1881, le nombre de domestiques passe de 1 555 000 à 2 448 000[46]. Cette augmentation traduit essentiellement de accès à la richesse et même à l’opulence d’une certaine classe moyenne.
  - la production britannique annuelle de charbon est de 154,3 millions de tonnes[47].
  - nouveau tarif douanier en France qui relève légèrement les droits sur les produits finis[48].
  - fondation au Portugal de la Empresa Nacional de Navegação (pt)[49], qui obtient le quasi-monopole du transport de marchandise (86 % du tonnage en 1914) avec sa filiale l’Empresa Insulana (8 % en 1914)[50].
- 17 novembre 1881 : l’empereur Guillaume Ier d’Allemagne annonce au Reichstag la triple loi d’assurance ouvrière : assurance maladie (15 juin 1883, accident du travail (6 juillet 1884) et assurance invalidité et vieillesse (22 juin 1889)[51].

- 1881-1895 : modernisation de la Grèce sous l’influence de Charilaos Trikoupis ; construction de chemin de fer, de lignes de télégraphe, du canal de Corinthe, expansion du commerce maritime par le port du Pirée, drainage du lac Copaïs[52]. Pour financer sa politique de grands travaux, Charilaos Trikoupis fait appel aux capitaux étrangers, surtout britanniques. Le remboursement de la dette atteignant la moitié des revenus de l’État, les banquiers étrangers et grecs exigent la création d’une Banque d’État et un contrôle sur l’avenir du pays.
- 1881-1882 : pogroms antisémites en Russie[53]. Environ trois millions de Juifs quittent l'Europe orientale de 1881 à 1914. 350 000 s’établissent en Europe occidentale et centrale, trois millions aux États-Unis, les autres en Palestine, au Canada, en Argentine, au Brésil et en Afrique du Sud[54].
- 1882 :
  - Russie : création d’une banque des paysans pour leur faciliter l’acquisition de terres à titre individuel ou collectif[55]. Elle profite surtout aux paysans riches. Inspection du travail : interdiction d’employer des enfants de moins de 12 ans. Limitation à 8 heures de la journée de travail entre 12 et 15 ans. Lignes téléphoniques à Saint-Pétersbourg, Moscou, Odessa et Riga. Loi rendant le rachat obligatoire pour le million de feux paysans restés sous le statut de la dépendance temporaire. Diminution des annuités de rachat[56].
  - le docteur Aletta Jacobs fonde la première clinique de planning familial à Amsterdam[57].
- 1882-1887 : la France est touchée par une grave crise bancaire après la  faillite de l'Union générale[58].
- 1883-1889 : lois instaurant les assurances sociales en Allemagne (maladie, accidents du travail, vieillesse et invalidité)[59].
- 6 janvier 1884 : création  à Milan de la compagnie Edison, pionière de l'industrie électrique[60].
- 1884 : ouverture de l'usine de produits chimiques Ciba à Bâle[61].
- 1885 :
  - fondation au Royaume-Uni de Lever Brothers, ancêtre de la multinationale Unilever[62].
  - Russie : abolition de la capitation (effet général au 1er janvier 1887). Interdiction du travail de nuit des femmes et des adolescents. Banque de la noblesse. Les ventes de terres de la noblesse ne cessent pas[56].
  - en Russie, ouverture de la ligne ferroviaire « Catherine » de Krivoï-Rog qui permet d’expédier le minerai de fer vers les forges du Donetz. Essor de la métallurgie ukrainienne[56].
  - début d’une politique de grands travaux en Roumanie (aménagement du port de Constanța, chemins de fer, routes, ponts, canaux, fortifications)[63].
- 1886 : la fabrique de produits pharmaceutiques Kern & Sandoz ouvre ses portes à Bâle. Elle produit alors de l'antipyrine, un médicament contre la fièvre[64].
- 1886-1893 : guerre douanière entre la Roumanie et l’Autriche-Hongrie[65].
- 23 août 1887, Royaume-Uni : la Chambre des communes adopte le Merchandise Marks Act qui contraint les exportateurs à mentionner le lieu de fabrication de tous leurs produits[66].
- 1887 :
  - relèvement des tarifs douaniers en Russie en mai. L'Allemagne réplique en décembre par une hausse des droits sur les céréales. En novembre, Bismarck interdit à la Reichsbank d’accorder des avances gagées sur les valeurs russes[56].
  - le renforcement du protectionnisme en Italie entraîne une guerre douanière avec la France[67].
  - congrès permanent des maîtres de Forges en Russie[56].
  - loi encourageant les entreprises industrielles et favorisant les investissements étrangers en Roumanie[68].
  - Royaume-Uni : le Merchandise Marks Act contraint les exportateurs à mentionner le lieu de fabrication de tous leurs produits[66].
- 1887-1888 : lois sur les accidents du travail (28 décembre 1887) et sur l’assurance maladie (30 mars 1888) en Autriche[69].
- 1887-1914 : expansion économique en Allemagne qui devient en 1913 la première puissance européenne[70].
- 1888 : le trafic du port de Londres atteint 13 millions de tonnes, devant Liverpool (10 millions), Cardiff (8 millions) et Newcastle (5 millions)[71].
- 10 décembre 1888 : succès du premier grand emprunt russe sur la place de Paris[72].
- 12 décembre 1888 : une émission d'obligations de la compagnie du canal de Panama est un échec complet[73].
- 4 février 1889 : mise en liquidation judiciaire de la Compagnie du canal de Panama[73].
- 1889 : l'État français dépense 98 millions de francs pour l'enseignement scolaire primaire[74]. Le nombre d'écoles a quadruplé depuis la Restauration.

## Démographie
- 1880 :
  - 50 millions d’habitants aux États-Unis[75].
  - 75 132 immigrants chinois vivent en Californie[76].
- 1880-1889 :
  - 5 248 568 immigrants aux États-Unis[77].
  - 378 000 départs de Grande-Bretagne vers l’Australie.
- 1881 :
  - recensement au Canada ; le pays compte 4 324 810 habitants[78]. La population du Manitoba atteint 60 000 habitants. Le village de Winnipeg devient une agglomération de 8 000 habitants. Les Territoires du Nord-Ouest comptent 6974 habitants (plus de 1000 en 1870).
  - l’Inde compte 253,9 millions d’habitants.
- 1881-1893 : premier recensement de l’ensemble de la population ottomane, destiné à estimer les ressources fiscales et militaires de l’Empire (notamment le nombre de musulmans payant la taxe de dispense du service militaire). La population totale de l’empire est estimée à 17,389 millions d’habitants[79].
- 1884 : le Congo de Léopold II de Belgique serait peuplé de 27 à 29 millions d’habitants[80].
- 1888 : le Japon compte 39,5 millions d’habitants.

- Plus de 45 % de la population du Royaume-Uni a moins de vingt ans. Baisse soudaine de la fécondité. Le taux de natalité tombe à 25 ‰ en 1911. Le nombre d’enfants par famille tombe de 6 à 2,3 entre 1870 et 1914.